# مكاو ذهبي الياقة
مكاو ذهبي الياقة هو نوع من طائر المكاو يعيش في وسط أمريكا الجنوبية.